# Arthur Clague Hoyle
Arthur Clague Hoyle (1904-3 de julio de 1986) fue un botánico británico.
Obtiene su Master de Artes en la Universidad de Oxford en 1926 e ingresa al «Instituto Imperial Forestal de Oxford» (hoy «Oxford Forestry Institute»).
Autoridad en la flora de África, en especial Tanzania y Sudán.
En 1940, es curador del herbario y director adjunto, para ser director en 1976. Miembro de diversas sociedades científicas.

## Algunas publicaciones
- joseph burtt Davy, arthur clague Hoyle. 1937. Draft of First Descriptive Check-list of the Gold Coast. Editor Imperial Forestry Institute, 152 pp.
- -----------------------, -------------------------. 1935. Check-Lists of the Forest Trees and Shrubs of the British Empire. Ed. Univ. Oxford. Commonwealth Forestry Institute
- laurence Chalk, joseph burtt Davy, harold ernest Desch, arthur clague Hoyle. 1933. West African Timber Trees. Colaboró Oficina de Forest Departments of Gold Coast Colony, Nigeria, y Sierra Leone. Editor Oxford, 108 pp.

### Eponimia
- (Ebenaceae) Diospyros hoyleana F.White[3]